# 蚌湖
蚌湖位於广州市白雲区人和鎮西南部即鎮湖村處，南臨流溪河，是廣州市著名的僑鄉。蚌湖存留蚌湖大鐘樓、著義小學校舊址、保安和華僑會所等建築，這些建築有的由華僑捐資建設，有的僑務工作而生，大多數建於中華民國大陸時期中期。蚌湖籍海外華僑約3.5萬人，分佈在全球31個國家和地區。與蚌湖常住戶籍人口基本持平。